# 張祜
張 祜（ちょう こ、782年? - 852年?）は、中国・唐の詩人。字は承吉。貝州清河県の出身。

## 略歴
憲宗の元和15年（820年）頃、令狐楚が朝廷に推薦して官僚にしようとしたが果たさず、高官の家に寄食したが、妥協を好まぬ性格のため、自分から家を出た。
その後、淮南の地方を旅して曲阿の風物を愛し、丹陽に家を建てて住んだ。
『張承吉文集』10巻がある。

## 詩人としての彼
作品に、『雨霖鈴（うりんれい）』（七言絶句）、『集霊台（しゅうれいだい）』（七言絶句）がある。
| 雨霖鈴夜却帰秦 | 雨霖鈴（うりんれい）の夜 却って秦（しん）に帰る |
| 猶是張徽一曲新 | 猶お是れ張徽（ちょうき） 一曲新たなり           |
| 長説上皇垂涙教 | 長（つね）に説く 上皇 涙を垂れて教えしを        |
| 月明南内更無人 | 月明南内更無人                                  |

| 虢国夫人承主恩 | 虢国夫人（かくこくふじん）は主恩を承（う）け                         |
| 平明騎馬入宮門 | 平明 馬に騎（の）って宮門を入（い）る                                |
| 却嫌脂粉汚顔色 | 却って脂粉（しふん）の顔色（がんしょく）を汚（けが）すを嫌（いと）い |
| 淡掃蛾眉朝至尊 | 淡く蛾眉（がび）を掃いて至尊に朝（ちょう）す                         |